# Montgomery megye (Maryland)
Montgomery megye az Amerikai Egyesült Államokban, azon belül Maryland államban található. Megyeszékhelye Rockville, legnagyobb városa Germantown. Lakosainak száma 1 062 061 fő (2020. április 1.). Montgomery megye Frederick, Howard, Prince George's, Loudoun, Fairfax, Washington, Arlington, Northwest, Washington, D.C. és Barnaby Woods megyékkel határos.

## Nevének eredete
Montgomery megyét Richard Montgomery vezérőrnagyról nevezték el, aki az amerikai függetlenségi háborúban az amerikai sereg egyik parancsnoka volt. Montgomery megyét Washington megyével egyetemben 1776. szeptember 6-án választotta ki Frederick megyéből a marylandi alkotmányozó gyűlés. Két szempontból is jelentős volt a megye megalakításáak körülménye és az elnevezése. Montgomery és a vele együtt létrehozott két megye (Washington és a hátramaradó, kisebb Frederick megye) lettek az elsők, amelyeket választott képviselők hoztak létre Amerikában. Ezenfelül Montgomery és Washington megyék (Washington megye szintén Frederick megye felosztásából született meg) voltak az elsők, amelyeket amerikai, és nem brit személyiségekről neveztek el.

## Népesség
A megye népességének változása:
| Lakosok száma | 975 630 | 991 572 | 1 004 476 | 1 016 677 | 1 040 116 | 1 058 810 | 1 050 688 | 1 062 061 | 1 054 827 |
|               | 2010    | 2011    | 2012      | 2013      | 2015      | 2017      | 2019      | 2020      | 2021      |